# Liga Superior de Baloncesto Boliviano Femenino 2019

## Equipos participantes
| Equipo         | Ciudad                  |
| -------------- | ----------------------- |
| Aremis         | La Paz, El Alto         |
| Libertad       | Tarija                  |
| Peñarol        | Cochabamba, Quillacollo |
| UCB            | Santa Cruz              |
| Villa Imperial | Potosí                  |

## Primera Fase

### Sede (El Alto)

#### Tabla de posiciones
| Equipo                  | PJ | PG | PP | CF | CC | DIF | Pts |
| ----------------------- | -- | -- | -- | -- | -- | --- | --- |
| Aremis (El Alto)        | -  | -  | -  | -  | -  | -   | -   |
| Villa Imperial (Potosí) | -  | -  | -  | -  | -  | -   | -   |
| Libertad (Tarija)       | -  | -  | -  | -  | -  | -   | -   |
| Peñarol (Quillacollo)   | -  | -  | -  | -  | -  | -   | -   |
| UCB (Santa Cruz)        | -  | -  | -  | -  | -  | -   | -   |

- Tabla realizada con la app "Mis Torneos".